# COEX Aquarium
L'aquarium du COEX est un aquarium situé dans l'arrondissement de Gangnam à Séoul, en Corée du Sud. Ouvert en 2000, c'est l'un des plus grands aquariums du pays (90 bassins d'exposition, 650 espèces, 40 000 individus). Il fait partie du COEX.